# Skopo
Skopo je jednou ze 34 vesnic, které tvoří občinu Sežana. Ve vesnici v roce 2002 žilo 241 obyvatel.

## Poloha, popis
Obec se rozkládá na území Pobřežně-krasového regionu na jihozápadě Slovinska v nadmořské výšce zhruba 290 m. Vesnicí prochází silnice č. 204, vedoucí na jih do vesnice Sežana, která je správním centrem občiny. Kolem Skopo také vede železniční trať. Železniční zastávka je však v sousední vesnici Kopriva nebo Dutovlje.